# 皱皮乳香树
皱皮乳香树（學名：Boswellia pirottae）是橄榄科乳香树属植物，原产埃塞俄比亚。皱皮乳香树的树皮褶皱或网状纵裂，不像其它乳香树那样呈纸片状剥落。